# Turó de la Folcrà
El Turó de la Folcrà és una muntanya de 1.160 metres que es troba al municipi de Sant Joan de les Abadesses, a la comarca catalana del Ripollès.